# Горгиев, Тигран Борисович
Тигра́н Бори́сович Го́ргиев (арм. Տիգրան Բորիսի Գորգիև; 30 августа 1910, Кизляр — 13 декабря 1976, Днепропетровск) — советский шахматный композитор армянского происхождения. Международный мастер (1969) и международный арбитр (1956) по шахматной композиции. Основная профессия: врач-эпидемиолог, доктор медицинских наук.
В 1934-1939 годах учился в медицинском институте. В 1945 году защитил кандидатскую диссертацию по медицине, в 1960-х годах стал доктором наук. Начал составлять этюды и задачи в 1927 году, и уже в следующем году завоевал два первых приза на шахматных конкурсах. Всего Горгиев составил более 400 этюдов, из них более 80 получили отличия на конкурсах, в том числе 15 первых и вторых призов. Кроме авторского сборника, написал множество статей по различным вопросам этюдной композиции.

## Избранные этюды
Свои взгляды на художественные принципы этюдного творчества Горгиев изложил в своей статье «Характерные черты советской школы» («Шахматы в СССР», № 9, 1949). В авторском сборнике Горгиев сформулировал их так: «Лёгкое и естественное начальное построение, сближающее позицию этюда с практической партией, яркая и оригинальная идея, раскрываемая в процессе активной и изобретательной борьбы обеих сторон,— таковы основные из <…> требований, которыми я всегда руководствовался при составлении этюдов».
|   | a | b | c | d | e | f | g | h |   |
| - | --- | --- | --- | --- | --- | --- | --- | --- | - |
| 8 | d8 чёрный слон · e7 чёрный конь · h7 чёрный король · f6 белый слон · g4 белая ладья · h1 белый король | d8 чёрный слон · e7 чёрный конь · h7 чёрный король · f6 белый слон · g4 белая ладья · h1 белый король | d8 чёрный слон · e7 чёрный конь · h7 чёрный король · f6 белый слон · g4 белая ладья · h1 белый король | d8 чёрный слон · e7 чёрный конь · h7 чёрный король · f6 белый слон · g4 белая ладья · h1 белый король | d8 чёрный слон · e7 чёрный конь · h7 чёрный король · f6 белый слон · g4 белая ладья · h1 белый король | d8 чёрный слон · e7 чёрный конь · h7 чёрный король · f6 белый слон · g4 белая ладья · h1 белый король | d8 чёрный слон · e7 чёрный конь · h7 чёрный король · f6 белый слон · g4 белая ладья · h1 белый король | d8 чёрный слон · e7 чёрный конь · h7 чёрный король · f6 белый слон · g4 белая ладья · h1 белый король | 8 |
| 7 | d8 чёрный слон · e7 чёрный конь · h7 чёрный король · f6 белый слон · g4 белая ладья · h1 белый король | d8 чёрный слон · e7 чёрный конь · h7 чёрный король · f6 белый слон · g4 белая ладья · h1 белый король | d8 чёрный слон · e7 чёрный конь · h7 чёрный король · f6 белый слон · g4 белая ладья · h1 белый король | d8 чёрный слон · e7 чёрный конь · h7 чёрный король · f6 белый слон · g4 белая ладья · h1 белый король | d8 чёрный слон · e7 чёрный конь · h7 чёрный король · f6 белый слон · g4 белая ладья · h1 белый король | d8 чёрный слон · e7 чёрный конь · h7 чёрный король · f6 белый слон · g4 белая ладья · h1 белый король | d8 чёрный слон · e7 чёрный конь · h7 чёрный король · f6 белый слон · g4 белая ладья · h1 белый король | d8 чёрный слон · e7 чёрный конь · h7 чёрный король · f6 белый слон · g4 белая ладья · h1 белый король | 7 |
| 6 | d8 чёрный слон · e7 чёрный конь · h7 чёрный король · f6 белый слон · g4 белая ладья · h1 белый король | d8 чёрный слон · e7 чёрный конь · h7 чёрный король · f6 белый слон · g4 белая ладья · h1 белый король | d8 чёрный слон · e7 чёрный конь · h7 чёрный король · f6 белый слон · g4 белая ладья · h1 белый король | d8 чёрный слон · e7 чёрный конь · h7 чёрный король · f6 белый слон · g4 белая ладья · h1 белый король | d8 чёрный слон · e7 чёрный конь · h7 чёрный король · f6 белый слон · g4 белая ладья · h1 белый король | d8 чёрный слон · e7 чёрный конь · h7 чёрный король · f6 белый слон · g4 белая ладья · h1 белый король | d8 чёрный слон · e7 чёрный конь · h7 чёрный король · f6 белый слон · g4 белая ладья · h1 белый король | d8 чёрный слон · e7 чёрный конь · h7 чёрный король · f6 белый слон · g4 белая ладья · h1 белый король | 6 |
| 5 | d8 чёрный слон · e7 чёрный конь · h7 чёрный король · f6 белый слон · g4 белая ладья · h1 белый король | d8 чёрный слон · e7 чёрный конь · h7 чёрный король · f6 белый слон · g4 белая ладья · h1 белый король | d8 чёрный слон · e7 чёрный конь · h7 чёрный король · f6 белый слон · g4 белая ладья · h1 белый король | d8 чёрный слон · e7 чёрный конь · h7 чёрный король · f6 белый слон · g4 белая ладья · h1 белый король | d8 чёрный слон · e7 чёрный конь · h7 чёрный король · f6 белый слон · g4 белая ладья · h1 белый король | d8 чёрный слон · e7 чёрный конь · h7 чёрный король · f6 белый слон · g4 белая ладья · h1 белый король | d8 чёрный слон · e7 чёрный конь · h7 чёрный король · f6 белый слон · g4 белая ладья · h1 белый король | d8 чёрный слон · e7 чёрный конь · h7 чёрный король · f6 белый слон · g4 белая ладья · h1 белый король | 5 |
| 4 | d8 чёрный слон · e7 чёрный конь · h7 чёрный король · f6 белый слон · g4 белая ладья · h1 белый король | d8 чёрный слон · e7 чёрный конь · h7 чёрный король · f6 белый слон · g4 белая ладья · h1 белый король | d8 чёрный слон · e7 чёрный конь · h7 чёрный король · f6 белый слон · g4 белая ладья · h1 белый король | d8 чёрный слон · e7 чёрный конь · h7 чёрный король · f6 белый слон · g4 белая ладья · h1 белый король | d8 чёрный слон · e7 чёрный конь · h7 чёрный король · f6 белый слон · g4 белая ладья · h1 белый король | d8 чёрный слон · e7 чёрный конь · h7 чёрный король · f6 белый слон · g4 белая ладья · h1 белый король | d8 чёрный слон · e7 чёрный конь · h7 чёрный король · f6 белый слон · g4 белая ладья · h1 белый король | d8 чёрный слон · e7 чёрный конь · h7 чёрный король · f6 белый слон · g4 белая ладья · h1 белый король | 4 |
| 3 | d8 чёрный слон · e7 чёрный конь · h7 чёрный король · f6 белый слон · g4 белая ладья · h1 белый король | d8 чёрный слон · e7 чёрный конь · h7 чёрный король · f6 белый слон · g4 белая ладья · h1 белый король | d8 чёрный слон · e7 чёрный конь · h7 чёрный король · f6 белый слон · g4 белая ладья · h1 белый король | d8 чёрный слон · e7 чёрный конь · h7 чёрный король · f6 белый слон · g4 белая ладья · h1 белый король | d8 чёрный слон · e7 чёрный конь · h7 чёрный король · f6 белый слон · g4 белая ладья · h1 белый король | d8 чёрный слон · e7 чёрный конь · h7 чёрный король · f6 белый слон · g4 белая ладья · h1 белый король | d8 чёрный слон · e7 чёрный конь · h7 чёрный король · f6 белый слон · g4 белая ладья · h1 белый король | d8 чёрный слон · e7 чёрный конь · h7 чёрный король · f6 белый слон · g4 белая ладья · h1 белый король | 3 |
| 2 | d8 чёрный слон · e7 чёрный конь · h7 чёрный король · f6 белый слон · g4 белая ладья · h1 белый король | d8 чёрный слон · e7 чёрный конь · h7 чёрный король · f6 белый слон · g4 белая ладья · h1 белый король | d8 чёрный слон · e7 чёрный конь · h7 чёрный король · f6 белый слон · g4 белая ладья · h1 белый король | d8 чёрный слон · e7 чёрный конь · h7 чёрный король · f6 белый слон · g4 белая ладья · h1 белый король | d8 чёрный слон · e7 чёрный конь · h7 чёрный король · f6 белый слон · g4 белая ладья · h1 белый король | d8 чёрный слон · e7 чёрный конь · h7 чёрный король · f6 белый слон · g4 белая ладья · h1 белый король | d8 чёрный слон · e7 чёрный конь · h7 чёрный король · f6 белый слон · g4 белая ладья · h1 белый король | d8 чёрный слон · e7 чёрный конь · h7 чёрный король · f6 белый слон · g4 белая ладья · h1 белый король | 2 |
| 1 | d8 чёрный слон · e7 чёрный конь · h7 чёрный король · f6 белый слон · g4 белая ладья · h1 белый король | d8 чёрный слон · e7 чёрный конь · h7 чёрный король · f6 белый слон · g4 белая ладья · h1 белый король | d8 чёрный слон · e7 чёрный конь · h7 чёрный король · f6 белый слон · g4 белая ладья · h1 белый король | d8 чёрный слон · e7 чёрный конь · h7 чёрный король · f6 белый слон · g4 белая ладья · h1 белый король | d8 чёрный слон · e7 чёрный конь · h7 чёрный король · f6 белый слон · g4 белая ладья · h1 белый король | d8 чёрный слон · e7 чёрный конь · h7 чёрный король · f6 белый слон · g4 белая ладья · h1 белый король | d8 чёрный слон · e7 чёрный конь · h7 чёрный король · f6 белый слон · g4 белая ладья · h1 белый король | d8 чёрный слон · e7 чёрный конь · h7 чёрный король · f6 белый слон · g4 белая ладья · h1 белый король | 1 |
|   | a | b | c | d | e | f | g | h |   |

|   | a | b | c | d | e | f | g | h |   |
| - | --- | --- | --- | --- | --- | --- | --- | --- | - |
| 8 | h6 чёрный король · a5 чёрная пешка · c5 белый конь · h4 белая пешка · c3 чёрная пешка · b2 белая пешка · e2 белый король · d1 белый слон · g1 чёрный слон | h6 чёрный король · a5 чёрная пешка · c5 белый конь · h4 белая пешка · c3 чёрная пешка · b2 белая пешка · e2 белый король · d1 белый слон · g1 чёрный слон | h6 чёрный король · a5 чёрная пешка · c5 белый конь · h4 белая пешка · c3 чёрная пешка · b2 белая пешка · e2 белый король · d1 белый слон · g1 чёрный слон | h6 чёрный король · a5 чёрная пешка · c5 белый конь · h4 белая пешка · c3 чёрная пешка · b2 белая пешка · e2 белый король · d1 белый слон · g1 чёрный слон | h6 чёрный король · a5 чёрная пешка · c5 белый конь · h4 белая пешка · c3 чёрная пешка · b2 белая пешка · e2 белый король · d1 белый слон · g1 чёрный слон | h6 чёрный король · a5 чёрная пешка · c5 белый конь · h4 белая пешка · c3 чёрная пешка · b2 белая пешка · e2 белый король · d1 белый слон · g1 чёрный слон | h6 чёрный король · a5 чёрная пешка · c5 белый конь · h4 белая пешка · c3 чёрная пешка · b2 белая пешка · e2 белый король · d1 белый слон · g1 чёрный слон | h6 чёрный король · a5 чёрная пешка · c5 белый конь · h4 белая пешка · c3 чёрная пешка · b2 белая пешка · e2 белый король · d1 белый слон · g1 чёрный слон | 8 |
| 7 | h6 чёрный король · a5 чёрная пешка · c5 белый конь · h4 белая пешка · c3 чёрная пешка · b2 белая пешка · e2 белый король · d1 белый слон · g1 чёрный слон | h6 чёрный король · a5 чёрная пешка · c5 белый конь · h4 белая пешка · c3 чёрная пешка · b2 белая пешка · e2 белый король · d1 белый слон · g1 чёрный слон | h6 чёрный король · a5 чёрная пешка · c5 белый конь · h4 белая пешка · c3 чёрная пешка · b2 белая пешка · e2 белый король · d1 белый слон · g1 чёрный слон | h6 чёрный король · a5 чёрная пешка · c5 белый конь · h4 белая пешка · c3 чёрная пешка · b2 белая пешка · e2 белый король · d1 белый слон · g1 чёрный слон | h6 чёрный король · a5 чёрная пешка · c5 белый конь · h4 белая пешка · c3 чёрная пешка · b2 белая пешка · e2 белый король · d1 белый слон · g1 чёрный слон | h6 чёрный король · a5 чёрная пешка · c5 белый конь · h4 белая пешка · c3 чёрная пешка · b2 белая пешка · e2 белый король · d1 белый слон · g1 чёрный слон | h6 чёрный король · a5 чёрная пешка · c5 белый конь · h4 белая пешка · c3 чёрная пешка · b2 белая пешка · e2 белый король · d1 белый слон · g1 чёрный слон | h6 чёрный король · a5 чёрная пешка · c5 белый конь · h4 белая пешка · c3 чёрная пешка · b2 белая пешка · e2 белый король · d1 белый слон · g1 чёрный слон | 7 |
| 6 | h6 чёрный король · a5 чёрная пешка · c5 белый конь · h4 белая пешка · c3 чёрная пешка · b2 белая пешка · e2 белый король · d1 белый слон · g1 чёрный слон | h6 чёрный король · a5 чёрная пешка · c5 белый конь · h4 белая пешка · c3 чёрная пешка · b2 белая пешка · e2 белый король · d1 белый слон · g1 чёрный слон | h6 чёрный король · a5 чёрная пешка · c5 белый конь · h4 белая пешка · c3 чёрная пешка · b2 белая пешка · e2 белый король · d1 белый слон · g1 чёрный слон | h6 чёрный король · a5 чёрная пешка · c5 белый конь · h4 белая пешка · c3 чёрная пешка · b2 белая пешка · e2 белый король · d1 белый слон · g1 чёрный слон | h6 чёрный король · a5 чёрная пешка · c5 белый конь · h4 белая пешка · c3 чёрная пешка · b2 белая пешка · e2 белый король · d1 белый слон · g1 чёрный слон | h6 чёрный король · a5 чёрная пешка · c5 белый конь · h4 белая пешка · c3 чёрная пешка · b2 белая пешка · e2 белый король · d1 белый слон · g1 чёрный слон | h6 чёрный король · a5 чёрная пешка · c5 белый конь · h4 белая пешка · c3 чёрная пешка · b2 белая пешка · e2 белый король · d1 белый слон · g1 чёрный слон | h6 чёрный король · a5 чёрная пешка · c5 белый конь · h4 белая пешка · c3 чёрная пешка · b2 белая пешка · e2 белый король · d1 белый слон · g1 чёрный слон | 6 |
| 5 | h6 чёрный король · a5 чёрная пешка · c5 белый конь · h4 белая пешка · c3 чёрная пешка · b2 белая пешка · e2 белый король · d1 белый слон · g1 чёрный слон | h6 чёрный король · a5 чёрная пешка · c5 белый конь · h4 белая пешка · c3 чёрная пешка · b2 белая пешка · e2 белый король · d1 белый слон · g1 чёрный слон | h6 чёрный король · a5 чёрная пешка · c5 белый конь · h4 белая пешка · c3 чёрная пешка · b2 белая пешка · e2 белый король · d1 белый слон · g1 чёрный слон | h6 чёрный король · a5 чёрная пешка · c5 белый конь · h4 белая пешка · c3 чёрная пешка · b2 белая пешка · e2 белый король · d1 белый слон · g1 чёрный слон | h6 чёрный король · a5 чёрная пешка · c5 белый конь · h4 белая пешка · c3 чёрная пешка · b2 белая пешка · e2 белый король · d1 белый слон · g1 чёрный слон | h6 чёрный король · a5 чёрная пешка · c5 белый конь · h4 белая пешка · c3 чёрная пешка · b2 белая пешка · e2 белый король · d1 белый слон · g1 чёрный слон | h6 чёрный король · a5 чёрная пешка · c5 белый конь · h4 белая пешка · c3 чёрная пешка · b2 белая пешка · e2 белый король · d1 белый слон · g1 чёрный слон | h6 чёрный король · a5 чёрная пешка · c5 белый конь · h4 белая пешка · c3 чёрная пешка · b2 белая пешка · e2 белый король · d1 белый слон · g1 чёрный слон | 5 |
| 4 | h6 чёрный король · a5 чёрная пешка · c5 белый конь · h4 белая пешка · c3 чёрная пешка · b2 белая пешка · e2 белый король · d1 белый слон · g1 чёрный слон | h6 чёрный король · a5 чёрная пешка · c5 белый конь · h4 белая пешка · c3 чёрная пешка · b2 белая пешка · e2 белый король · d1 белый слон · g1 чёрный слон | h6 чёрный король · a5 чёрная пешка · c5 белый конь · h4 белая пешка · c3 чёрная пешка · b2 белая пешка · e2 белый король · d1 белый слон · g1 чёрный слон | h6 чёрный король · a5 чёрная пешка · c5 белый конь · h4 белая пешка · c3 чёрная пешка · b2 белая пешка · e2 белый король · d1 белый слон · g1 чёрный слон | h6 чёрный король · a5 чёрная пешка · c5 белый конь · h4 белая пешка · c3 чёрная пешка · b2 белая пешка · e2 белый король · d1 белый слон · g1 чёрный слон | h6 чёрный король · a5 чёрная пешка · c5 белый конь · h4 белая пешка · c3 чёрная пешка · b2 белая пешка · e2 белый король · d1 белый слон · g1 чёрный слон | h6 чёрный король · a5 чёрная пешка · c5 белый конь · h4 белая пешка · c3 чёрная пешка · b2 белая пешка · e2 белый король · d1 белый слон · g1 чёрный слон | h6 чёрный король · a5 чёрная пешка · c5 белый конь · h4 белая пешка · c3 чёрная пешка · b2 белая пешка · e2 белый король · d1 белый слон · g1 чёрный слон | 4 |
| 3 | h6 чёрный король · a5 чёрная пешка · c5 белый конь · h4 белая пешка · c3 чёрная пешка · b2 белая пешка · e2 белый король · d1 белый слон · g1 чёрный слон | h6 чёрный король · a5 чёрная пешка · c5 белый конь · h4 белая пешка · c3 чёрная пешка · b2 белая пешка · e2 белый король · d1 белый слон · g1 чёрный слон | h6 чёрный король · a5 чёрная пешка · c5 белый конь · h4 белая пешка · c3 чёрная пешка · b2 белая пешка · e2 белый король · d1 белый слон · g1 чёрный слон | h6 чёрный король · a5 чёрная пешка · c5 белый конь · h4 белая пешка · c3 чёрная пешка · b2 белая пешка · e2 белый король · d1 белый слон · g1 чёрный слон | h6 чёрный король · a5 чёрная пешка · c5 белый конь · h4 белая пешка · c3 чёрная пешка · b2 белая пешка · e2 белый король · d1 белый слон · g1 чёрный слон | h6 чёрный король · a5 чёрная пешка · c5 белый конь · h4 белая пешка · c3 чёрная пешка · b2 белая пешка · e2 белый король · d1 белый слон · g1 чёрный слон | h6 чёрный король · a5 чёрная пешка · c5 белый конь · h4 белая пешка · c3 чёрная пешка · b2 белая пешка · e2 белый король · d1 белый слон · g1 чёрный слон | h6 чёрный король · a5 чёрная пешка · c5 белый конь · h4 белая пешка · c3 чёрная пешка · b2 белая пешка · e2 белый король · d1 белый слон · g1 чёрный слон | 3 |
| 2 | h6 чёрный король · a5 чёрная пешка · c5 белый конь · h4 белая пешка · c3 чёрная пешка · b2 белая пешка · e2 белый король · d1 белый слон · g1 чёрный слон | h6 чёрный король · a5 чёрная пешка · c5 белый конь · h4 белая пешка · c3 чёрная пешка · b2 белая пешка · e2 белый король · d1 белый слон · g1 чёрный слон | h6 чёрный король · a5 чёрная пешка · c5 белый конь · h4 белая пешка · c3 чёрная пешка · b2 белая пешка · e2 белый король · d1 белый слон · g1 чёрный слон | h6 чёрный король · a5 чёрная пешка · c5 белый конь · h4 белая пешка · c3 чёрная пешка · b2 белая пешка · e2 белый король · d1 белый слон · g1 чёрный слон | h6 чёрный король · a5 чёрная пешка · c5 белый конь · h4 белая пешка · c3 чёрная пешка · b2 белая пешка · e2 белый король · d1 белый слон · g1 чёрный слон | h6 чёрный король · a5 чёрная пешка · c5 белый конь · h4 белая пешка · c3 чёрная пешка · b2 белая пешка · e2 белый король · d1 белый слон · g1 чёрный слон | h6 чёрный король · a5 чёрная пешка · c5 белый конь · h4 белая пешка · c3 чёрная пешка · b2 белая пешка · e2 белый король · d1 белый слон · g1 чёрный слон | h6 чёрный король · a5 чёрная пешка · c5 белый конь · h4 белая пешка · c3 чёрная пешка · b2 белая пешка · e2 белый король · d1 белый слон · g1 чёрный слон | 2 |
| 1 | h6 чёрный король · a5 чёрная пешка · c5 белый конь · h4 белая пешка · c3 чёрная пешка · b2 белая пешка · e2 белый король · d1 белый слон · g1 чёрный слон | h6 чёрный король · a5 чёрная пешка · c5 белый конь · h4 белая пешка · c3 чёрная пешка · b2 белая пешка · e2 белый король · d1 белый слон · g1 чёрный слон | h6 чёрный король · a5 чёрная пешка · c5 белый конь · h4 белая пешка · c3 чёрная пешка · b2 белая пешка · e2 белый король · d1 белый слон · g1 чёрный слон | h6 чёрный король · a5 чёрная пешка · c5 белый конь · h4 белая пешка · c3 чёрная пешка · b2 белая пешка · e2 белый король · d1 белый слон · g1 чёрный слон | h6 чёрный король · a5 чёрная пешка · c5 белый конь · h4 белая пешка · c3 чёрная пешка · b2 белая пешка · e2 белый король · d1 белый слон · g1 чёрный слон | h6 чёрный король · a5 чёрная пешка · c5 белый конь · h4 белая пешка · c3 чёрная пешка · b2 белая пешка · e2 белый король · d1 белый слон · g1 чёрный слон | h6 чёрный король · a5 чёрная пешка · c5 белый конь · h4 белая пешка · c3 чёрная пешка · b2 белая пешка · e2 белый король · d1 белый слон · g1 чёрный слон | h6 чёрный король · a5 чёрная пешка · c5 белый конь · h4 белая пешка · c3 чёрная пешка · b2 белая пешка · e2 белый король · d1 белый слон · g1 чёрный слон | 1 |
|   | a | b | c | d | e | f | g | h |   |

|   | a | b | c | d | e | f | g | h |   |
| - | --- | --- | --- | --- | --- | --- | --- | --- | - |
| 8 | a8 чёрный король · g7 белый конь · c6 белый конь · d5 чёрная пешка · h5 белый король · e4 белый слон · b2 чёрный слон | a8 чёрный король · g7 белый конь · c6 белый конь · d5 чёрная пешка · h5 белый король · e4 белый слон · b2 чёрный слон | a8 чёрный король · g7 белый конь · c6 белый конь · d5 чёрная пешка · h5 белый король · e4 белый слон · b2 чёрный слон | a8 чёрный король · g7 белый конь · c6 белый конь · d5 чёрная пешка · h5 белый король · e4 белый слон · b2 чёрный слон | a8 чёрный король · g7 белый конь · c6 белый конь · d5 чёрная пешка · h5 белый король · e4 белый слон · b2 чёрный слон | a8 чёрный король · g7 белый конь · c6 белый конь · d5 чёрная пешка · h5 белый король · e4 белый слон · b2 чёрный слон | a8 чёрный король · g7 белый конь · c6 белый конь · d5 чёрная пешка · h5 белый король · e4 белый слон · b2 чёрный слон | a8 чёрный король · g7 белый конь · c6 белый конь · d5 чёрная пешка · h5 белый король · e4 белый слон · b2 чёрный слон | 8 |
| 7 | a8 чёрный король · g7 белый конь · c6 белый конь · d5 чёрная пешка · h5 белый король · e4 белый слон · b2 чёрный слон | a8 чёрный король · g7 белый конь · c6 белый конь · d5 чёрная пешка · h5 белый король · e4 белый слон · b2 чёрный слон | a8 чёрный король · g7 белый конь · c6 белый конь · d5 чёрная пешка · h5 белый король · e4 белый слон · b2 чёрный слон | a8 чёрный король · g7 белый конь · c6 белый конь · d5 чёрная пешка · h5 белый король · e4 белый слон · b2 чёрный слон | a8 чёрный король · g7 белый конь · c6 белый конь · d5 чёрная пешка · h5 белый король · e4 белый слон · b2 чёрный слон | a8 чёрный король · g7 белый конь · c6 белый конь · d5 чёрная пешка · h5 белый король · e4 белый слон · b2 чёрный слон | a8 чёрный король · g7 белый конь · c6 белый конь · d5 чёрная пешка · h5 белый король · e4 белый слон · b2 чёрный слон | a8 чёрный король · g7 белый конь · c6 белый конь · d5 чёрная пешка · h5 белый король · e4 белый слон · b2 чёрный слон | 7 |
| 6 | a8 чёрный король · g7 белый конь · c6 белый конь · d5 чёрная пешка · h5 белый король · e4 белый слон · b2 чёрный слон | a8 чёрный король · g7 белый конь · c6 белый конь · d5 чёрная пешка · h5 белый король · e4 белый слон · b2 чёрный слон | a8 чёрный король · g7 белый конь · c6 белый конь · d5 чёрная пешка · h5 белый король · e4 белый слон · b2 чёрный слон | a8 чёрный король · g7 белый конь · c6 белый конь · d5 чёрная пешка · h5 белый король · e4 белый слон · b2 чёрный слон | a8 чёрный король · g7 белый конь · c6 белый конь · d5 чёрная пешка · h5 белый король · e4 белый слон · b2 чёрный слон | a8 чёрный король · g7 белый конь · c6 белый конь · d5 чёрная пешка · h5 белый король · e4 белый слон · b2 чёрный слон | a8 чёрный король · g7 белый конь · c6 белый конь · d5 чёрная пешка · h5 белый король · e4 белый слон · b2 чёрный слон | a8 чёрный король · g7 белый конь · c6 белый конь · d5 чёрная пешка · h5 белый король · e4 белый слон · b2 чёрный слон | 6 |
| 5 | a8 чёрный король · g7 белый конь · c6 белый конь · d5 чёрная пешка · h5 белый король · e4 белый слон · b2 чёрный слон | a8 чёрный король · g7 белый конь · c6 белый конь · d5 чёрная пешка · h5 белый король · e4 белый слон · b2 чёрный слон | a8 чёрный король · g7 белый конь · c6 белый конь · d5 чёрная пешка · h5 белый король · e4 белый слон · b2 чёрный слон | a8 чёрный король · g7 белый конь · c6 белый конь · d5 чёрная пешка · h5 белый король · e4 белый слон · b2 чёрный слон | a8 чёрный король · g7 белый конь · c6 белый конь · d5 чёрная пешка · h5 белый король · e4 белый слон · b2 чёрный слон | a8 чёрный король · g7 белый конь · c6 белый конь · d5 чёрная пешка · h5 белый король · e4 белый слон · b2 чёрный слон | a8 чёрный король · g7 белый конь · c6 белый конь · d5 чёрная пешка · h5 белый король · e4 белый слон · b2 чёрный слон | a8 чёрный король · g7 белый конь · c6 белый конь · d5 чёрная пешка · h5 белый король · e4 белый слон · b2 чёрный слон | 5 |
| 4 | a8 чёрный король · g7 белый конь · c6 белый конь · d5 чёрная пешка · h5 белый король · e4 белый слон · b2 чёрный слон | a8 чёрный король · g7 белый конь · c6 белый конь · d5 чёрная пешка · h5 белый король · e4 белый слон · b2 чёрный слон | a8 чёрный король · g7 белый конь · c6 белый конь · d5 чёрная пешка · h5 белый король · e4 белый слон · b2 чёрный слон | a8 чёрный король · g7 белый конь · c6 белый конь · d5 чёрная пешка · h5 белый король · e4 белый слон · b2 чёрный слон | a8 чёрный король · g7 белый конь · c6 белый конь · d5 чёрная пешка · h5 белый король · e4 белый слон · b2 чёрный слон | a8 чёрный король · g7 белый конь · c6 белый конь · d5 чёрная пешка · h5 белый король · e4 белый слон · b2 чёрный слон | a8 чёрный король · g7 белый конь · c6 белый конь · d5 чёрная пешка · h5 белый король · e4 белый слон · b2 чёрный слон | a8 чёрный король · g7 белый конь · c6 белый конь · d5 чёрная пешка · h5 белый король · e4 белый слон · b2 чёрный слон | 4 |
| 3 | a8 чёрный король · g7 белый конь · c6 белый конь · d5 чёрная пешка · h5 белый король · e4 белый слон · b2 чёрный слон | a8 чёрный король · g7 белый конь · c6 белый конь · d5 чёрная пешка · h5 белый король · e4 белый слон · b2 чёрный слон | a8 чёрный король · g7 белый конь · c6 белый конь · d5 чёрная пешка · h5 белый король · e4 белый слон · b2 чёрный слон | a8 чёрный король · g7 белый конь · c6 белый конь · d5 чёрная пешка · h5 белый король · e4 белый слон · b2 чёрный слон | a8 чёрный король · g7 белый конь · c6 белый конь · d5 чёрная пешка · h5 белый король · e4 белый слон · b2 чёрный слон | a8 чёрный король · g7 белый конь · c6 белый конь · d5 чёрная пешка · h5 белый король · e4 белый слон · b2 чёрный слон | a8 чёрный король · g7 белый конь · c6 белый конь · d5 чёрная пешка · h5 белый король · e4 белый слон · b2 чёрный слон | a8 чёрный король · g7 белый конь · c6 белый конь · d5 чёрная пешка · h5 белый король · e4 белый слон · b2 чёрный слон | 3 |
| 2 | a8 чёрный король · g7 белый конь · c6 белый конь · d5 чёрная пешка · h5 белый король · e4 белый слон · b2 чёрный слон | a8 чёрный король · g7 белый конь · c6 белый конь · d5 чёрная пешка · h5 белый король · e4 белый слон · b2 чёрный слон | a8 чёрный король · g7 белый конь · c6 белый конь · d5 чёрная пешка · h5 белый король · e4 белый слон · b2 чёрный слон | a8 чёрный король · g7 белый конь · c6 белый конь · d5 чёрная пешка · h5 белый король · e4 белый слон · b2 чёрный слон | a8 чёрный король · g7 белый конь · c6 белый конь · d5 чёрная пешка · h5 белый король · e4 белый слон · b2 чёрный слон | a8 чёрный король · g7 белый конь · c6 белый конь · d5 чёрная пешка · h5 белый король · e4 белый слон · b2 чёрный слон | a8 чёрный король · g7 белый конь · c6 белый конь · d5 чёрная пешка · h5 белый король · e4 белый слон · b2 чёрный слон | a8 чёрный король · g7 белый конь · c6 белый конь · d5 чёрная пешка · h5 белый король · e4 белый слон · b2 чёрный слон | 2 |
| 1 | a8 чёрный король · g7 белый конь · c6 белый конь · d5 чёрная пешка · h5 белый король · e4 белый слон · b2 чёрный слон | a8 чёрный король · g7 белый конь · c6 белый конь · d5 чёрная пешка · h5 белый король · e4 белый слон · b2 чёрный слон | a8 чёрный король · g7 белый конь · c6 белый конь · d5 чёрная пешка · h5 белый король · e4 белый слон · b2 чёрный слон | a8 чёрный король · g7 белый конь · c6 белый конь · d5 чёрная пешка · h5 белый король · e4 белый слон · b2 чёрный слон | a8 чёрный король · g7 белый конь · c6 белый конь · d5 чёрная пешка · h5 белый король · e4 белый слон · b2 чёрный слон | a8 чёрный король · g7 белый конь · c6 белый конь · d5 чёрная пешка · h5 белый король · e4 белый слон · b2 чёрный слон | a8 чёрный король · g7 белый конь · c6 белый конь · d5 чёрная пешка · h5 белый король · e4 белый слон · b2 чёрный слон | a8 чёрный король · g7 белый конь · c6 белый конь · d5 чёрная пешка · h5 белый король · e4 белый слон · b2 чёрный слон | 1 |
|   | a | b | c | d | e | f | g | h |   |

Решение этюда 1:

1. Лg7+ (1. Лd4? Крg6=) Крh6 2. Лf7! Крg6 (2…Кc6 3. С:d8 и 4. Лd7) 3. Лf8 Кc6! 4. С:d8 Крg7 5. Лe8 Крf7 6. Лh8 Крg7 7. Сf6+!! («удар Горгиева») Кр: f6 8. Лh6+ с выигрышем.
Решение этюда 2:

1. b4! (после 1. Кd3? сb 2. К:b2 Сd4 белые теряют последнюю пешку) ab 2. Кd3 c2! (2…Крh5 3. Крf1+) 3. С:c2 Крh5 4. Ке1! Сb6 5. Кg2 Сd8 6. Сd1! С:h4 7. Крe3+ Крg5 8. Крf3! b3 (8…Крh5 3. Крf4+)  9. С:b3 Крh5 10. Сf7+ Крg5 11. Сe8 — цугцванг, чёрные теряют слона.
Решение этюда 3:

1. Сd3! С:g7 2. Сa6! d4 3. Крg6! Ch8 (3…Сf8 4. Крf7 С~ 5. Крe6 d3 6. Крd7 d2 7. Крc8 d1Ф 8. Сb7 ×) 4. Сd3!! (атака переключается на слона, чёрные в цугцванге) Крb7 5. Кd8+ и 6. Кf7 с выигрышем слона.

Тематический вариант: 2… Сc3 3. Крg4 d4 4. Крf3 d3 5. Крe3 d2 6. Крe2 — аналогичный цугцванг на другом краю доски.